# Tet (bokstav)
Tet (ט) är den nionde bokstaven i det hebreiska alfabetet.

Tet

ט har siffervärdet 9 och betyder orm och motsvaras i det grekiska alfabetet av Theta.
ט motsvaras i det grekiska alfabetet av Theta.

## Teckenkod
| Unicode kodpunkt | U+05d8            |
| Unicode-Name     | HEBREW LETTER TET |
| HTML             | &#1496;           |
| ISO 8859-8       | 0xe8              |